# Поуп, Кэсседи
Кэсседи Блейк Поуп (англ. Cassadee Blake Pope, 28 августа 1989 года, Уэст-Палм-Бич, Флорида) — американская певица, автор песен. Вокалистка американской поп-панк группы «Hey Monday» (с 2007 года). С группой она записала 1 полноценный альбом «Hold on Tight» и 3 EP. Она начала сольную карьеру после сообщения о перерыве Hey Monday в декабре 2011. В начале 2012 года она съездила в свой первый сольный тур. Она стала первой девушкой, выигравшей шоу The Voice.

## Биография
Кэсседи Блейк Поуп родилась в Уэст-Палм-Бич, Флорида. Вместе со старшей сестрой она, в возрасте 4 года, уже начала брать уроки вокала. Затем она принимала участие в различных песенных фестивалях и конкурсах. В 2004 году Поуп начала петь в местных группах. Через свою сестру она познакомилась с Майком Джентаил и они создали группу под названием Blake, но этот проект просуществовал недолго.
Но Майк и Кэсседи хотели играть и дальше, поэтому они проводили прослушивание в своем городке. Во время этого прослушивания они нашли ритм-гитариста Алекса Липшау и барабанщика Эллиота Джемса. Затем они познакомились с бас-гитаристом Майклом (Джерси) Мориарти и так в 2007 сформировалась группа Hey Monday в городе Уэст-Палм-Бич, Флорида.
Они были открыты Питом Венцем, он услышал одну из их демозаписей и был восхищен ими. Венц хотел, чтобы они подписали контракт с его лейблом, но Columbia Records тоже были заинтересованны в Hey Monday, поэтому ребята подписали совместный контракт и с Columbia Records, и с Decaydance Records.
В 2007 году Кэсседи засветилась в клипе «Kiss Me» рок-группы New Found Glory, «America’s Suitehearts» Fall Out Boy, записала совместный трек « Backseat Serenade» с поп-панк группой All Time Low.

## Дискография

### Студийные альбомы
| Frame by Frame                              | - Релиз: 8 октября 2013 - Лейбл: Republic Nashville - Формат: CD • Цифровая дистрибуция | 1  | 9 | — | 16 | 3 | - US: 181,000 |
| Stages                                      | - Релиз: 1 февраля 2019 - Лейбл: Awake Music - Формат: Цифровая дистрибуция             | 39 | — | 7 | —  | — | - US: 2,300   |
| «—» обозначает, что альбом не попал в чарт. |                                                                                         |    |   |   |    |   |               |

### Мини-альбомы
| Название                                    | Информация                                                                        | Места в чартах | Места в чартах | Места в чартах |
| Название                                    | Информация                                                                        | US Country     | US             | US Heat        |
| ------------------------------------------- | --------------------------------------------------------------------------------- | -------------- | -------------- | -------------- |
| Cassadee Pope                               | - Релиз: 22 мая 2012 - Лейбл: Собственный релиз - Формат: Цифровая дистрибуция    | —              | —              | 25             |
| Summer                                      | - Релизte: 3 июня 2016 - Лейбл: Republic Nashville - Формат: Цифровая дистрибуция | 14             | 164            | —              |
| «—» обозначает, что альбом не попал в чарт. |                                                                                   |                |                |                |

### Сборники
| Название                         | Информация                                                                             | Места в чартах | Места в чартах |
| Название                         | Информация                                                                             | US             | US Heat        |
| -------------------------------- | -------------------------------------------------------------------------------------- | -------------- | -------------- |
| The Complete Season 3 Collection | - Релиз: 18 декабря 2012 - Лейбл: Republic Records - Формат: CD • Цифровая дистрибуция | 125            | 1              |

### Синглы
| Сингл                                                            | Год  | Место в чарте | Место в чарте      | Место в чарте | Место в чарте | Место в чарте | Продажи         | Сертификация                    | Альбом                              |
| Сингл                                                            | Год  | US Country    | US Country Airplay | US            | CAN Country   | CAN           | Продажи         | Сертификация                    | Альбом                              |
| ---------------------------------------------------------------- | ---- | ------------- | ------------------ | ------------- | ------------- | ------------- | --------------- | ------------------------------- | ----------------------------------- |
| «Wasting All These Tears»                                        | 2013 | 5             | 10                 | 37            | 26            | 41            | - US: 1,013,000 | - RIAA: Platinum                | Frame by Frame                      |
| «I Wish I Could Break Your Heart»                                | 2014 | 35            | 32                 | —             | —             | —             | - US: 92,000    |                                 | Frame by Frame                      |
| «I Am Invincible»                                                | 2015 | —             | 52                 | —             | —             | —             | - US: 22,000    |                                 | без альбома                         |
| «Think of You» (совм. с Крисом Янгом)                            | 2016 | 2             | 1                  | 40            | 1             | 57            | - US: 513,000   | - RIAA: Platinum - MC: Platinum | I’m Comin' Over (альбом Криса Янга) |
| «Summer»                                                         | 2016 | —             | 55                 | —             | —             | —             |                 |                                 | Summer — EP                         |
| «Take You Home»                                                  | 2018 | 49            | —                  | —             | —             | —             |                 |                                 | Stages                              |
| «One More Red Light»                                             | 2018 | —             | —                  | —             | —             | —             |                 |                                 | Stages                              |
| «If My Heart Had A Heart»                                        | 2019 | —             | —                  | —             | —             | —             |                 |                                 | Stages                              |
| «I’ve Been Good»                                                 | 2019 | —             | —                  | —             | —             | —             |                 |                                 | Stages                              |
| «—» обозначает, что сингл не попал в чарт в той или иной стране. |      |               |                    |               |               |               |                 |                                 |                                     |

### Промосинглы
| Сингл                                    | Год  | Место в чарте | Альбом         |
| Сингл                                    | Год  | US Country    | Альбом         |
| ---------------------------------------- | ---- | ------------- | -------------- |
| «You Hear A Song»                        | 2013 | 44            | Frame by Frame |
| «11»                                     | 2013 | 38            | Frame by Frame |
| «Good Times»                             | 2013 | 50            | Frame by Frame |
| «Champagne»                              | 2013 | —             | Frame by Frame |
| «—» denotes items which failed to chart. |      |               |                |

## Видеоклипы
| Клип                                    | Год  | Режиссёр         | Альбом          |
| --------------------------------------- | ---- | ---------------- | --------------- |
| - Wasting All These Tears               | 2013 | Брайан Лаззаро   | Frame by Frame  |
| - I Wish I Could Break Your Heart       | 2014 | Уэс Эдвардс      | Frame by Frame  |
| - I Am Invincible                       | 2015 | Роман Уайт       | без альбома     |
| - Think of You совместно с Крисом Янгом | 2016 | Дэвид МакКлистэр | I’m Comin' Over |
| - Summer                                | 2016 | ТК МакКэми       | Summer — EP     |
| - Take You Home                         | 2018 | Джастин Нолан    | Stages          |

### Комментарии
1. ↑  Stages did not enter the Billboard 200, but did chart at number 81 on the Top Album Sales component chart that tracks physical and digital albums sales[7].